# ليني ليبتون
ليني ليبتون (بالإنجليزية: Lenny Lipton)‏ هو مخترِع وكاتب أغاني أمريكي، ولد في 18 مايو 1940 في بروكلين في الولايات المتحدة.

## وصلات خارجية
- ليني ليبتون على موقع IMDb (الإنجليزية)
- ليني ليبتون على موقع ميوزك برينز (الإنجليزية)
- ليني ليبتون على موقع ديسكوغز (الإنجليزية)
- ليني ليبتون على موقع قاعدة بيانات الفيلم (الإنجليزية)